# Depot I von Újezd
Das Depot I von Újezd (auch Hortfund I von Újezd) ist ein Depotfund der frühbronzezeitlichen Aunjetitzer Kultur aus Újezd, einem Ortsteil von Albrechtice nad Vltavou im Jihočeský kraj, Tschechien. Es datiert in die Zeit zwischen 1800 und 1600 v. Chr. Die noch erhaltenen Gegenstände des Depots befinden sich heute im Museum von Týn nad Vltavou.

## Fundgeschichte
Das Depot wurde erstmals 1953 erwähnt. Das genaue Datum des Funds ist unbekannt. Es wurde westlich von Újezd im Wald beim Schuttgraben in einem Steinbruch entdeckt. Die Fundstelle liegt am Rand des Gipfelplateaus des Berges Na Skalce. In nur 45 m Entfernung wurde noch ein weiterer Depotfund entdeckt, der aber in die mittlere Bronzezeit datiert.

## Zusammensetzung
Das Depot war als Bündel niedergelegt worden. Dieses enthielt etwa 20 bronzene Spangenbarren, von denen aber nur 15 ins Museum gelangten. Von diesen sind sechs vollständig erhalten und neun neuzeitlich beschädigt. Die Barren haben einen rund gewölbten Rücken. Die Enden sind meist löffelförmig. Die Länge der unbeschädigten Exemplare liegt zwischen 298 mm und 308 mm und das Gewicht zwischen 106 g und 129 g.